# Weyher Manufacturing Company
Weyher Manufacturing Company war ein US-amerikanischer Hersteller von Automobilen.

## Unternehmensgeschichte
Theodore Weyher und Albert H. Marskie stellten ab 1890 Kutschen her. Nach dem Ausstieg von Marskie 1895 gründete Weyher zusammen mit seinem Sohn Edward das neue Unternehmen. Der Sitz war ebenfalls in Whitewater in Wisconsin. Sie setzten die Produktion fort. 1908 begann die Produktion von Automobilen. Der Markenname lautete Weyher. 1910 endete die Kraftfahrzeugproduktion nach drei hergestellten Fahrzeugen. Für dieses Jahr sind 20 männliche Mitarbeiter überliefert. Danach verliert sich die Spur des Unternehmens.

## Kraftfahrzeuge
Für 1910 ist ein Nutzfahrzeug mit Zweizylindermotor überliefert.